# Augustenhof (Ralswiek)
Augustenhof ist ein Ortsteil der Gemeinde Ralswiek, die sich auf der Insel Rügen in Mecklenburg-Vorpommern, Deutschland, befindet.

## Geschichte

### Vor der Gründung
Mehr als 400 Slawische Hügelgräber östlich von Ralswiek waren sichtbare Zeugnisse früherer Besiedlung.
Das Gebiet um Augustenhof wurde ab dem 16. Jahrhundert als Ackerland und Schafweide genutzt. Überreste wie der zum Baden der Tiere angelegte Teich „Schafwäsche“ zeugen von dieser früheren Nutzung.

### Gründung
1846 wurde ein Wohnhaus und eine Stallscheune als Vorwerk des Ralswieker Gutes auf dem kargen Land errichtet. Augustenhof erhielt seinen Namen nach Auguste von Barnekow, eines Mitglieds der Familie Barnekow, der damaligen Gutsbesitzer. In den folgenden Jahrzehnten wurde das Land großzügig aufgeforstet, da die heimische Wollproduktion nicht mehr wettbewerbsfähig war. Dabei verschwanden die Hügelgräber größtenteils.

### Entwicklung und Wandel
Unter Hugo Graf Douglas wurde Augustenhof ab 1891 zu einer Försterei umgewandelt. Das im Jahr 1893 errichtete Forsthaus diente bis 2003 als Dienstsitz der Revierförster. Ein entscheidender Moment war der Verkauf von 470 Hektar Wald an einen Sägewerker aus dem Landkreis Vechta im Jahr 2004, wodurch Augustenhof zu einem der größten Privatwaldreviere Rügens wurde.
2017 lebten in Augustenhof 14 Menschen. Des Weiteren ist in Augustenhof die Firma Forstunternehmen Niemecek GbR ansässig.
Die Umbenennung der einzigen Straße dieses Ortsteils von „Dorfstraße“ in „Augustenhof“ wurde vorgenommen, um Verwechslungen zu vermeiden.